# Juhász István (matematikus)
Juhász István (Budapest, 1943. július 2.–) magyar matematikus, a Magyar Tudományos Akadémia rendes tagja. Kutatási területe a halmazelmélet, azon belül a halmazelméleti topológia.

## Életpályája
1961-ben érettségizett a budapesti Madách Imre Gimnáziumban, majd felvették az Eötvös Loránd Tudományegyetem Természettudományi Kar matematikus szakára, ahol 1966-ban szerzett diplomával fejezte be egyetemi tanulmányait. Ezt követően 1974-ig az egyetem analízis I. tanszékén oktatott. Ekkor ment át az MTA Matematikai Kutatóintézetébe (ma: MTA Rényi Alfréd Matematikai Kutatóintézet) kutatója, ahol végigjárva a kutatóintézeti ranglétrát tudományos tanácsadóvá, majd kutatóprofesszorrá nevezték ki. Emellett átvette a matematikai logikai és halmazelméleti osztály vezetését is. Vendégkutatóként, illetve vendégprofesszorként volt az USA-ban, Kanadában, Hollandiában, Izraelben, Brazíliában és Olaszországban. Az ELTE címzetes egyetemi tanárává avatta.
1970-ben védte meg a matematikai tudomány kandidátusi, 1977-ben akadémiai doktori értekezését, az MTA Matematikai Tudományos Bizottságának lett tagja, később elnöke. 2007-ben megválasztották a Magyar Tudományos Akadémia levelező, 2013-ban rendes tagjává. Akadémiai tevékenysége mellett 2000 és 2006 között a Bolyai János Matematikai Társulat főtitkára volt. Nemzetközi szinten a European Set Theory Society (Európai Halmazelméleti Társaság) alelnökévé, majd a 2015 és 2018 közti időszakra elnökévé választották. Az alábbi szakfolyóirat szerkesztőbizottságaiba is bekerült: Studia Scientiarum Mathematicarum (itt később főszerkesztő-helyettes lett), valamint a Topology and its Application. Elsősorban halmazelméleti topológiával foglalkozik. Számos cikket publikált Hajnal Andrással közösen. Több mint 140 tudományos munkája jelent meg.

## Díjai, elismerései
- Grünwald Géza-díj (1967)
- MTA Matematikai díj (1976)
- Akadémiai Díj (1997)
- Szele Tibor-emlékérem (1997)
- MTESZ-díj (2008)

## Főbb publikációi
- Discrete subspaces of topological spaces II (Hajnal Andrással, 1969)
- Számossági problémák a topológiában (1970)
- Cardinal Functions in Topology (Amszterdam, 1971)
- On hereditarily α-Lindelöf and α-separable spaces II (Hajnal Andrással, 1974)
- A separable normal topological group need not be Lindelöf (Hajnal Andrással, 1975)
- Two more hereditarily separable non-Lindelof spaces (Hajnal Andrással, 1976)
- Halmazelméleti vizsgálatok topologikus terekben (1977)
- On thin-tall scattered spaces (William Weisszel, 1978)
- Cardinal Functions in Topology Ten Years Later (Amszterdam, 1980)
- Cardinal functions II (1984)
- Splitting strongly almost disjoint families (társszerző, 1986)
- Convergent free sequences in compact spaces (Szentmiklóssy Zoltánnal, 1991)
- Combinatorial principles from adding Cohen reals (társszerző, 1998)
- HFD and HFC type spaces, with applications (2002)
- Cardinal restrictions on some homogeneous compacta (társszerző, 2005)
- Good, splendid and Jakovlev (William Weisszel, 2007)
- CH, a problem of Rolewicz and bidiscrete systems (társszerző, 2011)